# Menze
La famiglia Menze (nelle fonti anche de Menze, in croato Menčetić o Minčetić) fu una delle più importanti famiglie nobili della Repubblica di Ragusa.

## Storia
|                                           |  |  |
| Altri stemmi dei vari rami della famiglia |  |  |

La famiglia provenne a Ragusa forse dalla Bosnia, ed è attestata fin dai primi documenti scritti ancora conservati nell'archivio di Ragusa - del XIII secolo - col nome originario Menze. Un'antica tradizione li vuole di probabile ascendenza romana.

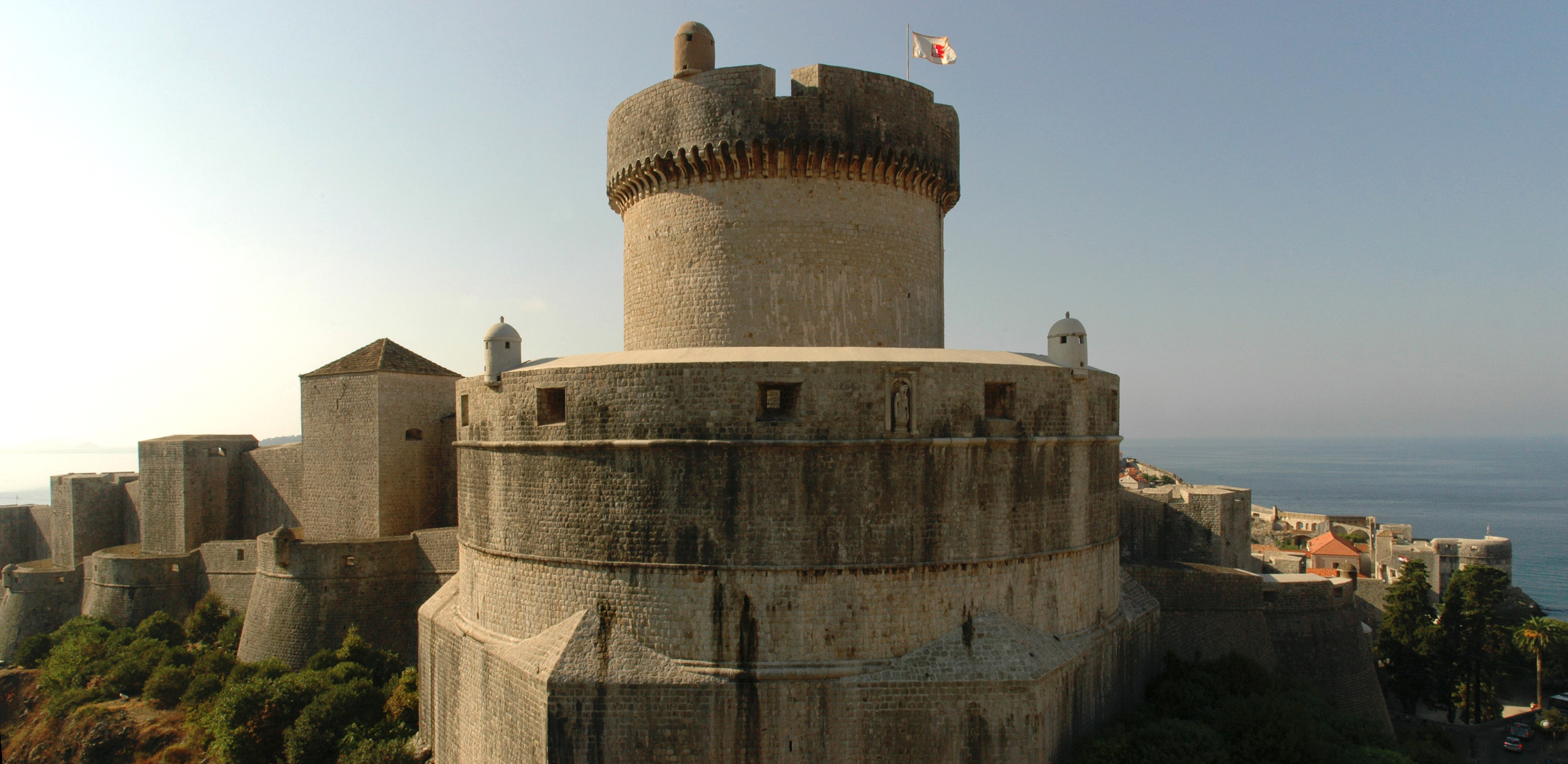
Le mura di Ragusa, con in primo piano la torre Menze

I Menze furono fra i più influenti e ricchi di Ragusa, suddivisi in vari rami e uniti alle altre famiglie nobili ragusee da una serie di matrimoni che a loro volta diedero luogo ad ulteriori rami della casata, tanto che nel 1500 risultano presenti a
Ragusa oltre quaranta maschi della famiglia Menze.
Nel XIV secolo e XV secolo, i Menze diedero alla Repubblica di Ragusa ben 570 alti funzionari statali, pari al 6,46% sul totale nell'intero periodo. Allo stesso modo, essi fra il 1440 e il 1640 contarono 105 membri del Maggior Consiglio, pari al 4,77% sul totale. In questi duecento anni, ottennero anche 161 cariche senatoriali (4,93%), 140 volte la qualifica di Rettore della Repubblica (5,88%), 141 membri del Minor Consiglio (6,51%) e 50 Guardiani della Giustizia (6,09%).
Su terreno di proprietà della famiglia Menze venne costruita a partire dal 1319 la più importante torre difensiva rivolta a terra delle imponenti mura di Ragusa, nota quindi come torre Menze (oggi Minčeta).
La nobiltà dei Menze venne riconosciuta dalla Casa d'Austria nel 1817, ma il ramo principale si estinse nel 1818 con la morte di Clemente Biagio (Klement Vlaho) Menze.

## Personalità notabili (in ordine cronologico)
- Pietro Menze (XV secolo) - Poeta laureato.
- Placido Menze (XV secolo) - Benedettino, compose un riassunto manoscritto del Decreto di Graziano, ad uso di predicatori e confessori, oggi conservato nella biblioteca del Monastero di San Giorgio Maggiore a Venezia.
- Sigismondo Menze (Šiško Menčetić) (1457 - 1527) - Poeta. Fu considerato il primo ed uno dei più importanti poeti nazionali ragusei, autore di versi nella lingua štokava di Ragusa di ispirazione petrarchesca. Salvo alcune rare eccezioni, le sue poesie furono pubblicate solo fra il XIX e il XX secolo.
- Ladislao Menze (1618 - 1666) - Scrittore in lingua illirica, di lui resta un poemetto (Trublja Slovinska) stampato in prima edizione ad Ancona nel 1665, ed altre poche composizioni.